# Вилановафранка
Вилановафранка (итал. Villanovafranca) је насеље у Италији у округу Медио Кампидано, региону Сардинија.
Према процени из 2011. у насељу је живело 1416 становника. Насеље се налази на надморској висини од 282 м.

## Становништво
| 1931. | 1936. | 1951. | 1961. | 1971. | 1981. | 1991. | 2001. | 2011. |
| ----- | ----- | ----- | ----- | ----- | ----- | ----- | ----- | ----- |
| 1.577 | 1.633 | 2.055 | 2.117 | 1.759 | 1.871 | 1.624 | 1.491 | 1.433 |